# Подоле-Мале
Подоле-Мале (пол. Podole Małe, нім. Klein Podel) — село в Польщі, у гміні Дембниця-Кашубська Слупського повіту Поморського воєводства.
Населення — 232 особи (2011).

## Демографія
Демографічна структура станом на 31 березня 2011 року:
|          | Загалом | Допрацездатний вік | Працездатний вік | Постпрацездатний вік |
| -------- | ------- | ------------------ | ---------------- | -------------------- |
| Чоловіки | 123     | 22                 | 88               | 13                   |
| Жінки    | 109     | 21                 | 67               | 21                   |
| Разом    | 232     | 43                 | 155              | 34                   |